# Kungslena församling
Kungslena församling var en församling i Skara stift och i Tidaholms kommun. Församlingen uppgick 2006 i Kungslena-Hömbs församling. 

## Administrativ historik
Församlingen har medeltida ursprung.
Församlingen var tidigt moderförsamling i pastoratet Kungslena, Varv och Hömb för att därefter från 1540 till åtminstone 1992 vara annexförsamling i pastoratet Varv, Kungslena och Hömb som från 1962 även omfattade Dimbo församling och Ottravads församling. Församlingen ingick från 1998 till 2006 i Tidaholms pastorat. Församlingen uppgick 2006  i Kungslena-Hömbs församling.

## Kyrkor
- Kungslena kyrka